# Roxana Dumitrescu
Roxana Dumitrescu, född den 27 juni 1967 i Urziceni, Rumänien, är en rumänsk fäktare som ingick i det rumänska lag som tog OS-brons i damernas lagtävling i florett i samband med de olympiska fäktningstävlingarna 1992 i Barcelona.